# Ladislav Prokop
Ladislav Prokop (9 giugno 1917 – ...) è stato un cestista cecoslovacco.

## Carriera
Disputò una partita per la nazionale cecoslovacca alle Olimpiadi estive del 1936.